# آرتور چن
آرتور چن فِی‌یو (چینی ساده: 陈飞宇; پین‌یین: Chén Fēiyǔ؛ زادهٔ ۹ آوریل ۲۰۰۰) بازیگر چینی متولد ایالات متحده آمریکا است. او به خاطر ایفای نقش در میوه مخفی (۲۰۱۷) و همیشه شب (۲۰۱۸)، فندک و شاهزاده خانم (۲۰۲۲) و دیروز یک‌بار دیگر (۲۰۲۳) شناخته می‌شود.

## اوایل زندگی و تحصیلات
آرتور چن زادهٔ ۹ آوریل ۲۰۰۰ در ایالات متحده آمریکا است. در ژوئیه ۲۰۲۱، چن تابعیت ایالات متحده را رها کرد و شهروند چین شد. او پسر دوم کارگردان چن کایگه است.
او در مدرسه بیجینگ جینگ‌شان و آکادمی تیبر، یک مدرسه شبانه‌روزی خصوصی در ماساچوست تحصیل کرد. در سال ۲۰۱۹، او در آکادمی فیلم پکن پذیرفته شد.